# سیدی سمیان
سیدی سمیان (به عربی: سيدي سميان) یک شهرداری در الجزایر است که در استان تیپازه واقع شده‌است.